# Dubai Sevens 2000
Dubai Sevens 2000 – druga edycja wchodzącego w skład IRB Sevens World Series turnieju Dubai Sevens przeznaczonego dla męskich reprezentacji narodowych w rugby 7. Odbyła się w dniach 23–24 listopada 2000 roku na Dubai Exiles Rugby Ground w Dubaju będąc drugim turniejem sezonu 2000/2001.

## Informacje ogólne
Zawody rozegrane na Dubai Exiles Rugby Ground, tymczasowym stadionie mieszczącym ponad dziesięć tysięcy widzów, były drugim turniejem sezonu 2000/2001 IRB Sevens World Series i wzięło w nich udział szesnaście reprezentacji. Drużyny rywalizowały w pierwszym dniu systemem kołowym podzielone na cztery czterozespołowe grupy, po czym w drugim dniu osiem najlepszych awansowało do ćwierćfinałów, a pozostała ósemka zmierzyła się w walce o Bowl.
Niespodzianką pierwszego dnia była postawa zawodników z Zimbabwe, którzy wygrali swoją grupę, w finale jednak spotkały się dwie najwyżej rozstawione drużyny, a lepsi okazali się reprezentanci Nowej Zelandii.

## Faza grupowa

### Grupa A
| 23 listopada 200010:40 | Nowa Zelandia | 54:10 | Gruzja | Dubai Exiles Rugby Ground, Dubaj |
| 23 listopada 200010:40 |               | 54:10 |        | Dubai Exiles Rugby Ground, Dubaj |

| 23 listopada 200011:00 | Anglia | 27:0 | Zatoka Perska | Dubai Exiles Rugby Ground, Dubaj |
| 23 listopada 200011:00 |        | 27:0 |               | Dubai Exiles Rugby Ground, Dubaj |

| 23 listopada 200016:00 | Nowa Zelandia | 42:0 | Zatoka Perska | Dubai Exiles Rugby Ground, Dubaj |
| 23 listopada 200016:00 |               | 42:0 |               | Dubai Exiles Rugby Ground, Dubaj |

| 23 listopada 200016:20 | Anglia | 31:12 | Gruzja | Dubai Exiles Rugby Ground, Dubaj |
| 23 listopada 200016:20 |        | 31:12 |        | Dubai Exiles Rugby Ground, Dubaj |

| 23 listopada 200018:40 | Gruzja | 31:7 | Zatoka Perska | Dubai Exiles Rugby Ground, Dubaj |
| 23 listopada 200018:40 |        | 31:7 |               | Dubai Exiles Rugby Ground, Dubaj |

| 23 listopada 200019:00 | Nowa Zelandia | 40:7 | Anglia | Dubai Exiles Rugby Ground, Dubaj |
| 23 listopada 200019:00 |               | 40:7 |        | Dubai Exiles Rugby Ground, Dubaj |

### Grupa B
| 23 listopada 200011:20 | Fidżi | 56:0 | Irlandia | Dubai Exiles Rugby Ground, Dubaj |
| 23 listopada 200011:20 |       | 56:0 |          | Dubai Exiles Rugby Ground, Dubaj |

| 23 listopada 200011:40 | Argentyna | 24:14 | Maroko | Dubai Exiles Rugby Ground, Dubaj |
| 23 listopada 200011:40 |           | 24:14 |        | Dubai Exiles Rugby Ground, Dubaj |

| 23 listopada 200016:40 | Fidżi | 43:0 | Maroko | Dubai Exiles Rugby Ground, Dubaj |
| 23 listopada 200016:40 |       | 43:0 |        | Dubai Exiles Rugby Ground, Dubaj |

| 23 listopada 200017:00 | Argentyna | 26:19 | Irlandia | Dubai Exiles Rugby Ground, Dubaj |
| 23 listopada 200017:00 |           | 26:19 |          | Dubai Exiles Rugby Ground, Dubaj |

| 23 listopada 200019:20 | Irlandia | 24:19 | Maroko | Dubai Exiles Rugby Ground, Dubaj |
| 23 listopada 200019:20 |          | 24:19 |        | Dubai Exiles Rugby Ground, Dubaj |

| 23 listopada 200019:40 | Fidżi | 33:5 | Argentyna | Dubai Exiles Rugby Ground, Dubaj |
| 23 listopada 200019:40 |       | 33:5 |           | Dubai Exiles Rugby Ground, Dubaj |

### Grupa C
| 23 listopada 200012:00 | Australia | 54:0 | Hongkong | Dubai Exiles Rugby Ground, Dubaj |
| 23 listopada 200012:00 |           | 54:0 |          | Dubai Exiles Rugby Ground, Dubaj |

| 23 listopada 200012:20 | Samoa | 40:0 | Kenia | Dubai Exiles Rugby Ground, Dubaj |
| 23 listopada 200012:20 |       | 40:0 |       | Dubai Exiles Rugby Ground, Dubaj |

| 23 listopada 200017:20 | Australia | 45:5 | Kenia | Dubai Exiles Rugby Ground, Dubaj |
| 23 listopada 200017:20 |           | 45:5 |       | Dubai Exiles Rugby Ground, Dubaj |

| 23 listopada 200017:40 | Samoa | 35:12 | Hongkong | Dubai Exiles Rugby Ground, Dubaj |
| 23 listopada 200017:40 |       | 35:12 |          | Dubai Exiles Rugby Ground, Dubaj |

| 23 listopada 200020:00 | Hongkong | 21:12 | Kenia | Dubai Exiles Rugby Ground, Dubaj |
| 23 listopada 200020:00 |          | 21:12 |       | Dubai Exiles Rugby Ground, Dubaj |

| 23 listopada 200020:20 | Australia | 29:0 | Samoa | Dubai Exiles Rugby Ground, Dubaj |
| 23 listopada 200020:20 |           | 29:0 |       | Dubai Exiles Rugby Ground, Dubaj |

### Grupa D
| 23 listopada 200012:40 | Południowa Afryka | 24:14 | Walia | Dubai Exiles Rugby Ground, Dubaj |
| 23 listopada 200012:40 |                   | 24:14 |       | Dubai Exiles Rugby Ground, Dubaj |

| 23 listopada 200013:00 | Zimbabwe | 21:19 | Kanada | Dubai Exiles Rugby Ground, Dubaj |
| 23 listopada 200013:00 |          | 21:19 |        | Dubai Exiles Rugby Ground, Dubaj |

| 23 listopada 200018:00 | Zimbabwe | 26:24 | Południowa Afryka | Dubai Exiles Rugby Ground, Dubaj |
| 23 listopada 200018:00 |          | 26:24 |                   | Dubai Exiles Rugby Ground, Dubaj |

| 23 listopada 200018:20 | Kanada | 31:14 | Walia | Dubai Exiles Rugby Ground, Dubaj |
| 23 listopada 200018:20 |        | 31:14 |       | Dubai Exiles Rugby Ground, Dubaj |

| 23 listopada 200020:40 | Zimbabwe | 36:12 | Walia | Dubai Exiles Rugby Ground, Dubaj |
| 23 listopada 200020:40 |          | 36:12 |       | Dubai Exiles Rugby Ground, Dubaj |

| 23 listopada 200021:00 | Południowa Afryka | 28:17 | Kanada | Dubai Exiles Rugby Ground, Dubaj |
| 23 listopada 200021:00 |                   | 28:17 |        | Dubai Exiles Rugby Ground, Dubaj |

## Faza pucharowa

### Cup
|  |                   |                   |             |           |    |               |               |          |  |  |       |       |       |
|  | Ćwierćfinał       | Ćwierćfinał       | Ćwierćfinał |           |    | Półfinał      | Półfinał      | Półfinał |  |  | Finał | Finał | Finał |
|  | Ćwierćfinał       | Ćwierćfinał       | Ćwierćfinał |           |    | Półfinał      | Półfinał      | Półfinał |  |  | Finał | Finał | Finał |
|  |                   |                   |             |           |    |               |               |          |  |  |       |       |       |
|  |                   |                   |             |           |    |               |               |          |  |  |       |       |       |
|  | Nowa Zelandia     | Nowa Zelandia     | 33          |           |    |               |               |          |  |  |       |       |       |
|  | Nowa Zelandia     | Nowa Zelandia     | 33          |           |    |               |               |          |  |  |       |       |       |
|  | Argentyna         | Argentyna         | 7           |           |    |               |               |          |  |  |       |       |       |
|  | Argentyna         | Argentyna         | 7           |           |    | Nowa Zelandia | Nowa Zelandia | 26       |  |  |       |       |       |
|  |                   |                   |             |           |    | Nowa Zelandia | Nowa Zelandia | 26       |  |  |       |       |       |
|  |                   |                   | Samoa       | Samoa     | 0  |               |               |          |  |  |       |       |       |
|  | Samoa             | Samoa             | Samoa       | Samoa     | 0  | 33            |               |          |  |  |       |       |       |
|  | Samoa             | Samoa             |             |           |    |               |               |          |  |  |       |       |       |
|  | Zimbabwe          | Zimbabwe          | 10          |           |    |               |               |          |  |  |       |       |       |
|  | Zimbabwe          | Zimbabwe          | 10          |           |    | Nowa Zelandia | Nowa Zelandia | 38       |  |  |       |       |       |
|  |                   |                   |             |           |    |               | Nowa Zelandia | 38       |  |  |       |       |       |
|  |                   |                   | Fidżi       | Fidżi     | 12 |               |               |          |  |  |       |       |       |
|  | Fidżi             | Fidżi             | Fidżi       | Fidżi     | 12 | 43            |               |          |  |  |       |       |       |
|  | Fidżi             | Fidżi             |             |           |    |               |               |          |  |  |       |       |       |
|  | Anglia            | Anglia            | 0           |           |    |               |               |          |  |  |       |       |       |
|  | Anglia            | Anglia            | 0           |           |    | Fidżi         | Fidżi         | 31       |  |  |       |       |       |
|  |                   |                   |             |           |    | Fidżi         | Fidżi         | 31       |  |  |       |       |       |
|  |                   |                   | Australia   | Australia | 12 |               |               |          |  |  |       |       |       |
|  | Australia         | Australia         | Australia   | Australia | 12 | 26            |               |          |  |  |       |       |       |
|  | Australia         | Australia         |             |           |    |               |               |          |  |  |       |       |       |
|  | Południowa Afryka | Południowa Afryka | 12          |           |    |               |               |          |  |  |       |       |       |
|  | Południowa Afryka | Południowa Afryka | 12          |           |    |               |               |          |  |  |       |       |       |

| 24 listopada 200009:40 | Nowa Zelandia | 33:7 | Argentyna | Dubai Exiles Rugby Ground, Dubaj |
| 24 listopada 200009:40 |               | 33:7 |           | Dubai Exiles Rugby Ground, Dubaj |

| 24 listopada 200010:00 | Samoa | 33:10 | Zimbabwe | Dubai Exiles Rugby Ground, Dubaj |
| 24 listopada 200010:00 |       | 33:10 |          | Dubai Exiles Rugby Ground, Dubaj |

| 24 listopada 200010:40 | Fidżi | 43:0 | Anglia | Dubai Exiles Rugby Ground, Dubaj |
| 24 listopada 200010:40 |       | 43:0 |        | Dubai Exiles Rugby Ground, Dubaj |

| 24 listopada 200010:20 | Australia | 26:12 | Południowa Afryka | Dubai Exiles Rugby Ground, Dubaj |
| 24 listopada 200010:20 |           | 26:12 |                   | Dubai Exiles Rugby Ground, Dubaj |

| 24 listopada 200013:00 | Nowa Zelandia | 26:0 | Samoa | Dubai Exiles Rugby Ground, Dubaj |
| 24 listopada 200013:00 |               | 26:0 |       | Dubai Exiles Rugby Ground, Dubaj |

| 24 listopada 200013:20 | Fidżi | 31:12 | Australia | Dubai Exiles Rugby Ground, Dubaj |
| 24 listopada 200013:20 |       | 31:12 |           | Dubai Exiles Rugby Ground, Dubaj |

| 24 listopada 200018:30 | Nowa Zelandia | 38:12 | Fidżi | Dubai Exiles Rugby Ground, Dubaj |
| 24 listopada 200018:30 |               | 38:12 |       | Dubai Exiles Rugby Ground, Dubaj |

### Plate
|  |                   |                   |           |           |    |                   |                   |       |
|  | Półfinał          | Półfinał          | Półfinał  |           |    | Finał             | Finał             | Finał |
|  | Półfinał          | Półfinał          | Półfinał  |           |    | Finał             | Finał             | Finał |
|  |                   |                   |           |           |    |                   |                   |       |
|  |                   |                   |           |           |    |                   |                   |       |
|  | Południowa Afryka | Południowa Afryka | 45        |           |    |                   |                   |       |
|  | Południowa Afryka | Południowa Afryka | 45        |           |    |                   |                   |       |
|  | Anglia            | Anglia            | 0         |           |    |                   |                   |       |
|  | Anglia            | Anglia            | 0         |           |    | Południowa Afryka | Południowa Afryka | 14    |
|  |                   |                   |           |           |    | Południowa Afryka | Południowa Afryka | 14    |
|  |                   |                   | Argentyna | Argentyna | 12 |                   |                   |       |
|  | Argentyna         | Argentyna         | Argentyna | Argentyna | 12 | 24                |                   |       |
|  | Argentyna         | Argentyna         |           |           |    |                   |                   |       |
|  | Zimbabwe          | Zimbabwe          | 12        |           |    |                   |                   |       |
|  | Zimbabwe          | Zimbabwe          | 12        |           |    |                   |                   |       |

| 24 listopada 200012:40 | Południowa Afryka | 45:0 | Anglia | Dubai Exiles Rugby Ground, Dubaj |
| 24 listopada 200012:40 |                   | 45:0 |        | Dubai Exiles Rugby Ground, Dubaj |

| 24 listopada 200012:20 | Argentyna | 24:12 | Zimbabwe | Dubai Exiles Rugby Ground, Dubaj |
| 24 listopada 200012:20 |           | 24:12 |          | Dubai Exiles Rugby Ground, Dubaj |

| 24 listopada 200018:00 | Południowa Afryka | 14:12 | Argentyna | Dubai Exiles Rugby Ground, Dubaj |
| 24 listopada 200018:00 |                   | 14:12 |           | Dubai Exiles Rugby Ground, Dubaj |

### Bowl
|  |               |               |             |        |    |          |          |          |  |  |       |       |       |
|  | Ćwierćfinał   | Ćwierćfinał   | Ćwierćfinał |        |    | Półfinał | Półfinał | Półfinał |  |  | Finał | Finał | Finał |
|  | Ćwierćfinał   | Ćwierćfinał   | Ćwierćfinał |        |    | Półfinał | Półfinał | Półfinał |  |  | Finał | Finał | Finał |
|  |               |               |             |        |    |          |          |          |  |  |       |       |       |
|  |               |               |             |        |    |          |          |          |  |  |       |       |       |
|  | Irlandia      | Irlandia      | 41          |        |    |          |          |          |  |  |       |       |       |
|  | Irlandia      | Irlandia      | 41          |        |    |          |          |          |  |  |       |       |       |
|  | Zatoka Perska | Zatoka Perska | 17          |        |    |          |          |          |  |  |       |       |       |
|  | Zatoka Perska | Zatoka Perska | 17          |        |    | Irlandia | Irlandia | 19       |  |  |       |       |       |
|  |               |               |             |        |    | Irlandia | Irlandia | 19       |  |  |       |       |       |
|  |               |               | Walia       | Walia  | 17 |          |          |          |  |  |       |       |       |
|  | Walia         | Walia         | Walia       | Walia  | 17 | 19       |          |          |  |  |       |       |       |
|  | Walia         | Walia         |             |        |    |          |          |          |  |  |       |       |       |
|  | Hongkong      | Hongkong      | 12          |        |    |          |          |          |  |  |       |       |       |
|  | Hongkong      | Hongkong      | 12          |        |    | Irlandia | Irlandia | 27       |  |  |       |       |       |
|  |               |               |             |        |    |          | Irlandia | 27       |  |  |       |       |       |
|  |               |               | Maroko      | Maroko | 19 |          |          |          |  |  |       |       |       |
|  | Maroko        | Maroko        | Maroko      | Maroko | 19 | 12       |          |          |  |  |       |       |       |
|  | Maroko        | Maroko        |             |        |    |          |          |          |  |  |       |       |       |
|  | Gruzja        | Gruzja        | 7           |        |    |          |          |          |  |  |       |       |       |
|  | Gruzja        | Gruzja        | 7           |        |    | Maroko   | Maroko   | 14       |  |  |       |       |       |
|  |               |               |             |        |    | Maroko   | Maroko   | 14       |  |  |       |       |       |
|  |               |               | Kanada      | Kanada | 10 |          |          |          |  |  |       |       |       |
|  | Kanada        | Kanada        | Kanada      | Kanada | 10 | 38       |          |          |  |  |       |       |       |
|  | Kanada        | Kanada        |             |        |    |          |          |          |  |  |       |       |       |
|  | Kenia         | Kenia         | 7           |        |    |          |          |          |  |  |       |       |       |
|  | Kenia         | Kenia         | 7           |        |    |          |          |          |  |  |       |       |       |

| 24 listopada 200009:40 | Irlandia | 41:17 | Zatoka Perska | Dubai Exiles Rugby Ground, Dubaj |
| 24 listopada 200009:40 |          | 41:17 |               | Dubai Exiles Rugby Ground, Dubaj |

| 24 listopada 200009:20 | Walia | 19:12 | Hongkong | Dubai Exiles Rugby Ground, Dubaj |
| 24 listopada 200009:20 |       | 19:12 |          | Dubai Exiles Rugby Ground, Dubaj |

| 24 listopada 200009:00 | Maroko | 12:7 | Gruzja | Dubai Exiles Rugby Ground, Dubaj |
| 24 listopada 200009:00 |        | 12:7 |        | Dubai Exiles Rugby Ground, Dubaj |

| 24 listopada 200009:20 | Kanada | 38:7 | Kenia | Dubai Exiles Rugby Ground, Dubaj |
| 24 listopada 200009:20 |        | 38:7 |       | Dubai Exiles Rugby Ground, Dubaj |

| 24 listopada 200011:20 | Irlandia | 19:17 | Walia | Dubai Exiles Rugby Ground, Dubaj |
| 24 listopada 200011:20 |          | 19:17 |       | Dubai Exiles Rugby Ground, Dubaj |

| 24 listopada 200011:00 | Maroko | 14:10 | Kanada | Dubai Exiles Rugby Ground, Dubaj |
| 24 listopada 200011:00 |        | 14:10 |        | Dubai Exiles Rugby Ground, Dubaj |

| 24 listopada 200017:30 | Irlandia | 27:19 | Maroko | Dubai Exiles Rugby Ground, Dubaj |
| 24 listopada 200017:30 |          | 27:19 |        | Dubai Exiles Rugby Ground, Dubaj |

## Klasyfikacja końcowa
| Miejsce | Reprezentacja     | Punkty |
| ------- | ----------------- | ------ |
| 1       | Nowa Zelandia     | 20     |
| 2       | Fidżi             | 16     |
| 3       | Australia         | 12     |
| 3       | Samoa             | 12     |
| 5       | Południowa Afryka | 8      |
| 6       | Argentyna         | 6      |
| 7       | Anglia            | 4      |
| 7       | Zimbabwe          | 4      |
| 9       | Irlandia          | 2      |
| 10      | Maroko            | 0      |
| 11      | Walia             | 0      |
| 11      | Kanada            | 0      |
| 13      | Zatoka Perska     | 0      |
| 13      | Hongkong          | 0      |
| 13      | Kenia             | 0      |
| 13      | Gruzja            | 0      |